# Рожковое дерево
Рожко́вое де́рево, или Церато́ния стручко́вая, или Царегра́дские рожки (лат. Ceratōnia silīqua) — растение семейства Бобовые (Fabaceae), вид рода Цератония (Ceratonia). Издавна культивируется в Средиземноморье; местами одичало. Его семена, отличающиеся постоянством массы, со времён Древнего Востока использовались в качестве меры веса.

## Название
Научное название рода происходит от греческого «рог» κεράτιον, κέρας. Видовой эпитет — от лат. siliqua — «стручок, боб». Под этими названиями рожки упоминаются в греческом оригинале Евангелия от Луки и его латинском переводе, соответственно.
Сухой боб имеет на изломе запах дрожжей, поэтому во многих национальных языках растение имеет название «Хлебное дерево Иоанна». Термин «карат», означающий единицу измерения массы, также исходит из того же греческого κεράτιον.

## Ботаническое описание
Вечнозелёное дерево высотой от 6 до 12 м, с широкой кроной. Листья перистые, плотные.
Цветки мелкие, собраны в кисти. Чашечка цветка невзрачная, быстро опадающая; венчика нет.
Бобы имеют длину около 10—25 см, ширину 2—4 см и толщину 0,5—1 см, коричневые, невскрывающиеся. Кроме семян, они содержат сочную, сладкую мякоть (около 50 % сахара).
Плоды содержат полисахарид полигалактоманнан, обуславливающий их твёрдость и постоянство массы (0,2 г), с чем связано использование в древности семян как меры веса.

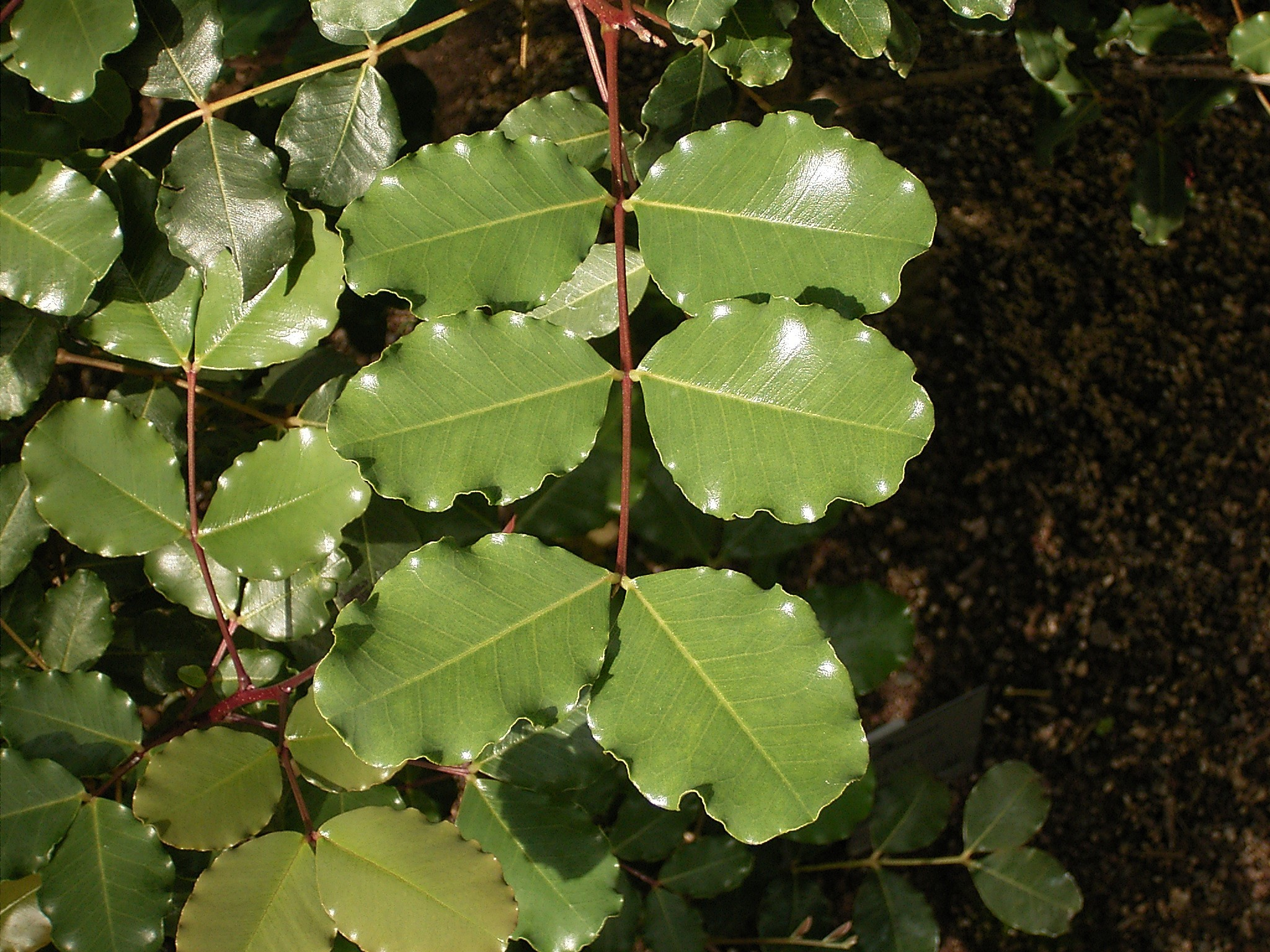
Парноперистый лист рожкового дерева
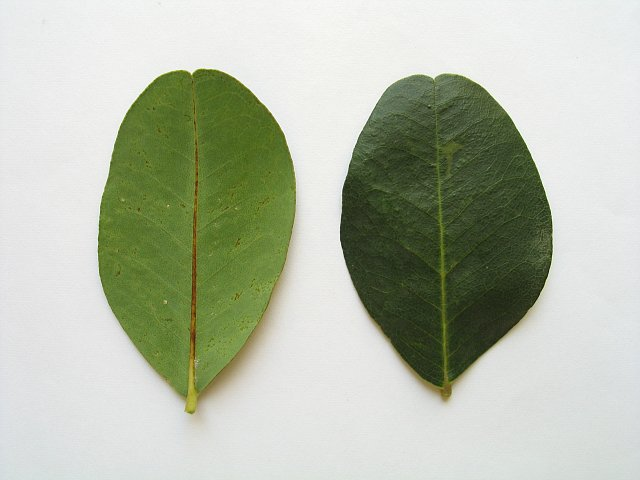
Листочки листа рожкового дерева с разных сторон
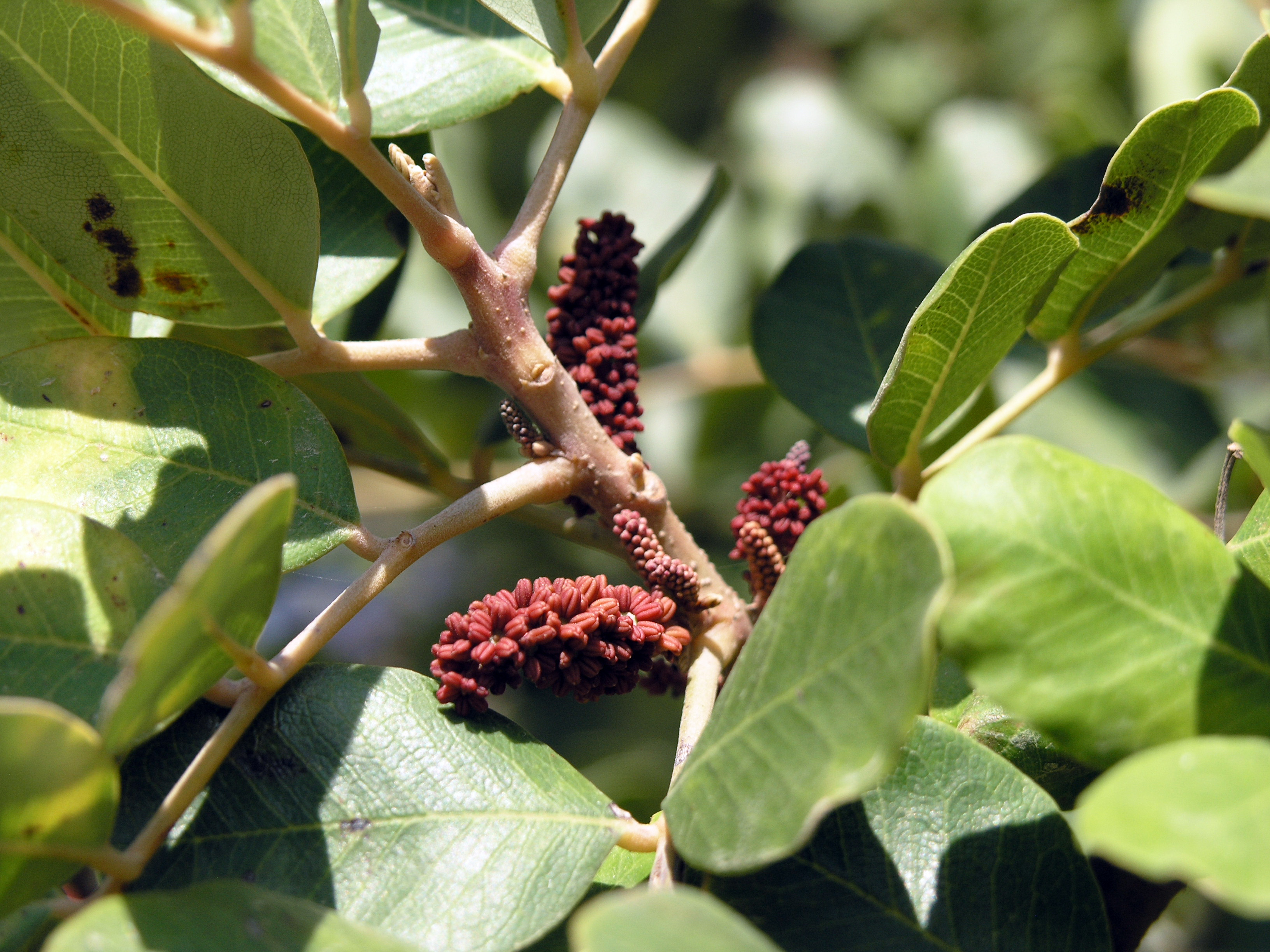
Мужские цветки рожкового дерева. Кипр, октябрь 2013
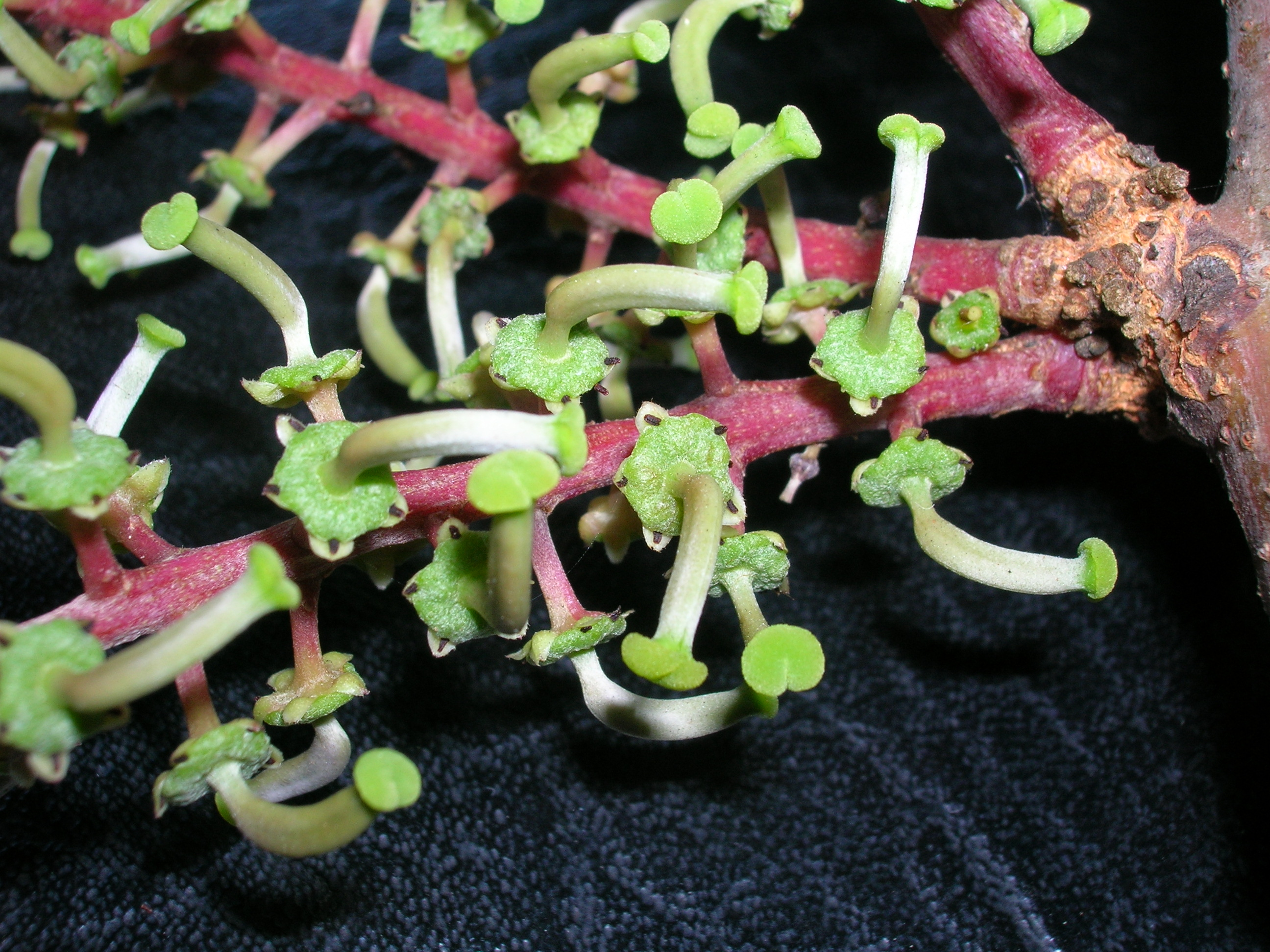
Женские цветки рожкового дерева
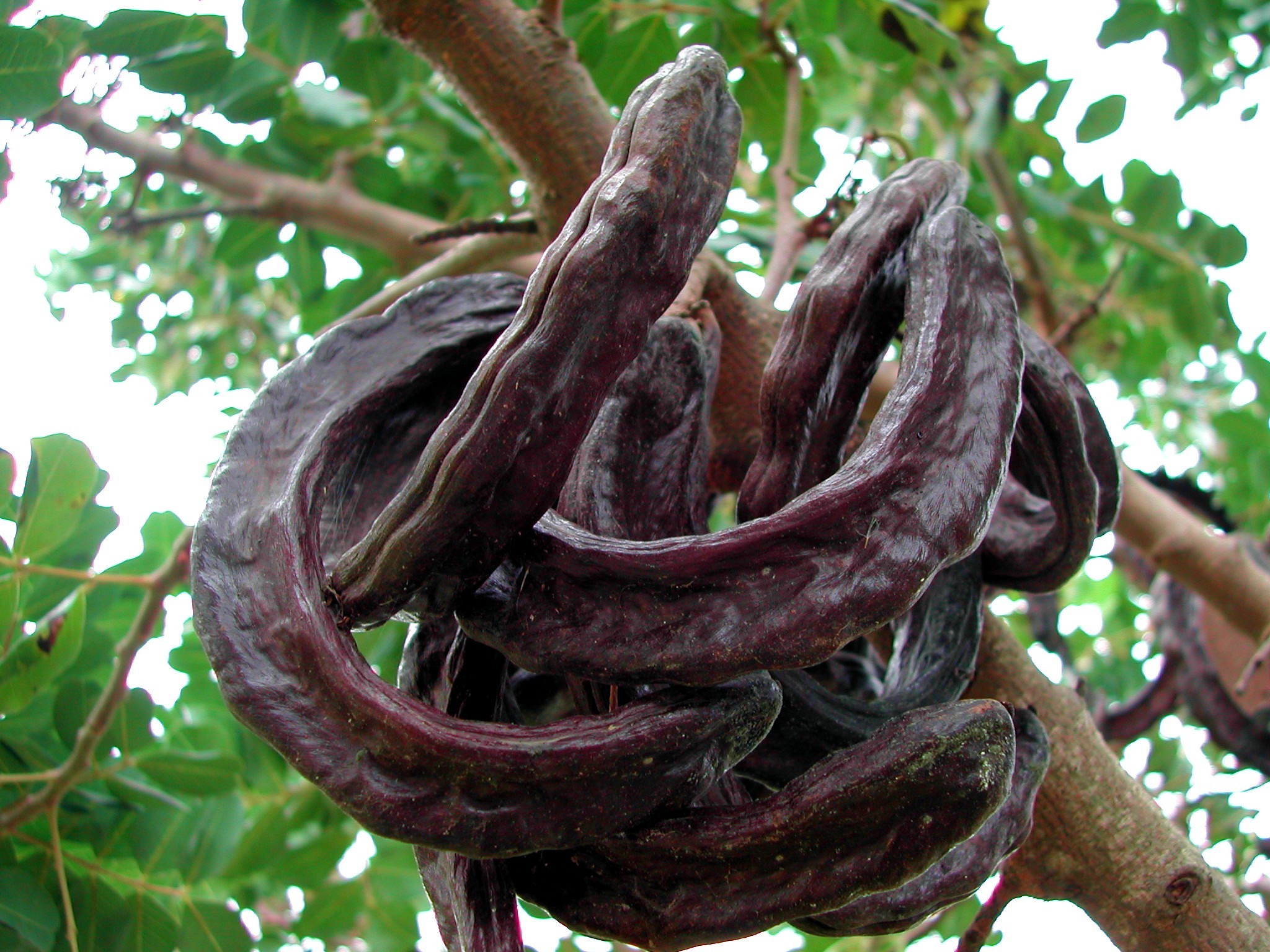
Зрелые бобы рожкового дерева на ветке
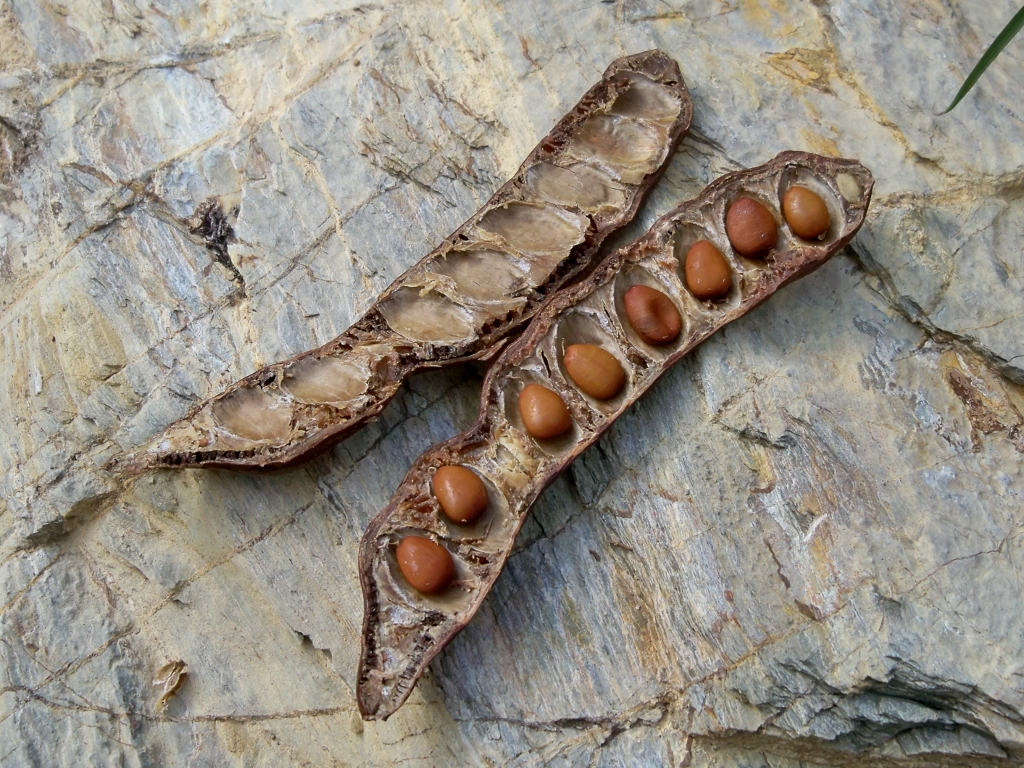
Семена в бобах рожкового дерева
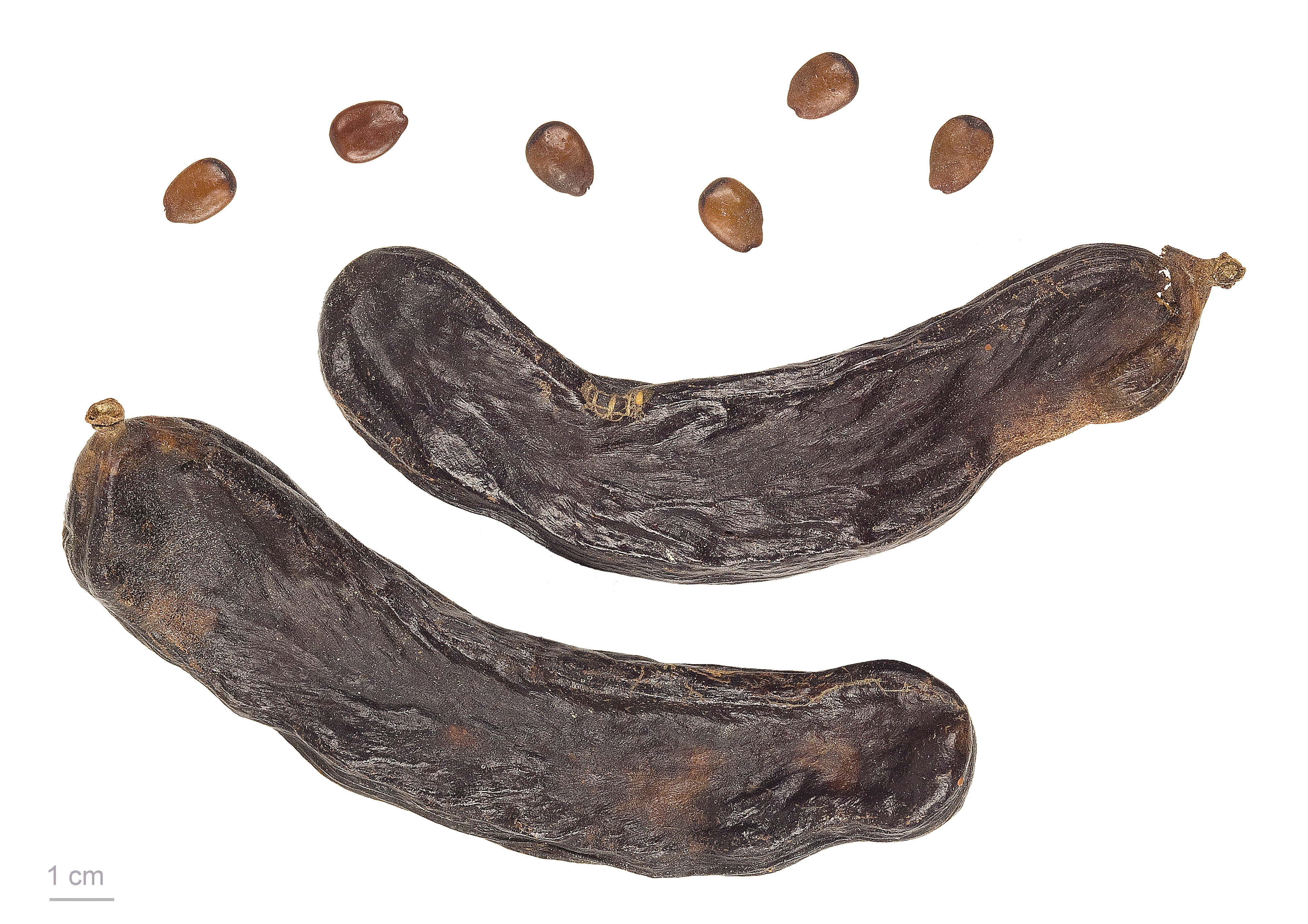
Плоды и семена рожкового дерева в Тулузском музее

## Распространение
Встречается повсеместно в Средиземноморье: северная Африка, Передняя Азия, юго-западная и юго-восточная Европа. Культивируется с глубокой древности, поэтому определить границы его первоначального ареала затруднительно; вероятно, происходит из стран Ближнего Востока.

## Значение и применение
Плоды используются для выпечки, как суррогат какао, как лакомство (в Египте), для получения освежающего напитка, для изготовления компотов и ликёров (Испания, Мальта, Португалия, Сицилия, Турция), в медицине (входит в состав различных лекарственных препаратов, преимущественно используемых для укрепления иммунной системы и при желудочно-кишечных расстройствах).
Семена идут на корм скоту (Кипр) и для получения камеди рожкового дерева — загустителя, широко используемого в пищевой промышленности.
Порошок, получаемый из засушенных бобов рожкового дерева, называется кэроб. Используется вместо какао-порошка людьми, которым противопоказан кофеин.
В эпоху Римской империи твёрдые плоские бурые семена рожкового дерева (лат. siliqua graeca) использовались в римской весовой системе как мера массы, равная примерно 0,19 грамма (см. силиква; карат).
Плоды используются на фураж для кормления всех видов домашнего скота и в особенности лошадей. Скоту скармливаются листья. Бобы содержат до 72 % сахара.

## Упоминания в культуре
Рожки, то есть стручки рожкового дерева, как пища свиней упоминаются в евангельской Притче о блудном сыне.
Рожковое дерево упоминается в «1000 и 1 ночей» в 4 томе в сказке о Камаре-Аль-Замане .
Рожки как лакомство упоминаются в повести «Серебряный герб» Корнея Чуковского.